# Diego Potap
Diego Aarón Potap Pulman (ur. 1 lipca 1970) – argentyński zapaśnik walczący w obu stylach. Olimpijczyk z Barcelony 1992, gdzie zajął jedenaste miejsce w kategorii 82 kg w stylu klasycznym.
Czwarte miejsce na igrzyskach panamerykańskich w 1991. Brązowy medalista mistrzostw panamerykańskich w 1992. Wygrał igrzyska Ameryki Południowej w 1990. Mistrz Ameryki Południowej w 1990 i 1993 roku.